# Delademus durus
Delademus durus är en rundmaskart. Delademus durus ingår i släktet Delademus och familjen Neotylenchidae. Inga underarter finns listade i Catalogue of Life.